# 바즐라마
바즐라마(튀르키예어: Bazlama)는 평평하고 둥근 빵이다. 잉글리시 머핀과 맛이 유사하다. 두께는 2 cm이며, 지름은 10 cm에서 25 cm이다.
이 빵은 밀가루, 물, 소금, 이스트로 만들어진다. 재료들을 섞고 2~3시간의 발효 과정을 거친 뒤에는 200에서 250그램의 반죽을 둥글게 나누고, 원하는 두께로 얇게 편 뒤 굽는다.